# 二异丙氧基双乙酰丙酮钛
二异丙氧基双乙酰丙酮钛，化学式C16H28O6Ti，是一种乙酰丙酮化合物，同时是一种重要的路易斯酸催化剂。

## 安全
二异丙氧基双乙酰丙酮钛对水体具有轻微污染，不可以直接排入外界环境。